# Говорушка белёсая
Под названием «говорушка беловатая» также часто понимается вид Clitocybe dealbata — синоним Clitocybe rivulosa.
Говору́шка белёсая, или белова́тая (лат. Leucócybe cándicans) — вид грибов, включённый в род Leucocybe. Типовой вид рода, ранее включался в состав рода Говорушка (Clitocybe).

## Описание
Мелких размеров наземный пластинчатый шляпконожечный гриб без покрывала. Шляпка взрослых грибов 1—4 см в диаметре, у молодых грибов плоско-выпуклая, затем плоская, с возрастом становится вдавленной, но не воронковидной, у старых грибов изредка с просвечивающим краем. Поверхность с беловатым восковидным налётом, с возрастом исчезающим, бледно-сероватая до бледно-красноватой, ближе к краю бледнее. Пластинки гименофора частые, приросшие к ножке или нисходящие на неё, беловатые или бледно-кремовые, с цельным краем.
Мякоть гигрофанная, серовато-беловатая, водянистая, с характерным сильным запахом, напоминающим запах листьев томата, с неприятным прогорклым или горьким вкусом.
Ножка до 2—4 см в длину, около 0,2—0,4 см в толщину, цилиндрическая или с утончённым изогнутым основанием, розовато- или серовато-белая, подобно шляпке, в основании иногда более тёмная, почти голая или волокнистая.
Споровый отпечаток белого цвета. Споры 4,5—7×2,5—4 мкм, эллиптической формы, с гладкой поверхностью, не цианофильные, при микроскопировании гербарных образцов в основном одиночные. Базидии четырёхспоровые, 19—29×5—7 мкм. Хейлоцистиды отсутствуют. Кутикула шляпки — кутис из разреженных гиф 2—6 мкм толщиной.
Говорушка белёсая — один из ядовитых представителей рода, содержащий мускарин.

### Сходные виды
- Clitocybe truncicola (Peck) Sacc., 1887 произрастает на пнях и валеже, отличается также более широкими спорами, мучным или пресным запахом.
- Clitocybe dryadicola (J.Favre) Harmaja, 1976 произрастает только под дриадой в Скандинавии, более тёмноокрашенный вид.

## Экология
Появляется обычно довольно большими группами. Произрастает на гниющей листве и хвое в лиственных и смешанных лесах, изредка — в хвойных. К определённому типу леса говорушка не приурочена. Широко распространена по Евразии и Северной Америке, встречается с сентября до середины осени.

## Таксономия
Вид Clitocybe candicans иногда разделяется на несколько более узких видов с размытыми границами. Clitocybe gallinacea иногда используется по отношению к грибам с широко приросшими пластинками и горьким вкусом.

### Синонимы
- Agaricus candicans Pers., 1801 : Fr., 1821basionym
- Agaricus gallinaceus Scop., 1772
- Agaricus umbilicaris J.F.Gmel., 1792, nom. nov.
- Agaricus umbilicatus Bolton, 1788, nom. illeg.
- Clitocybe aberrans Velen., 1939
- Clitocybe alboumbilicata Murrill, 1915
- Clitocybe candens Murrill, 1916, nom. superfl.
- Clitocybe candicans (Pers.) P.Kumm., 1871
- Clitocybe gallinacea (Scop.) Gillet, 1874
- Clitocybe gossypina Velen., 1939
- Clitocybe tenuissima Romagn., 1954
- Omphalia candicans (Pers.) Gray, 1821
- Omphalia gallinacea (Scop.) Quél., 1886